# Réglementation de la Formule 1 1999
Cette page présente les points les plus importants des réglements sportifs et techniques de la saison 1999 de Formule 1.

## Règlement sportif (nouveautés en caractères gras)
- L'attribution des points s'effectue selon le barème 10 (1er), 6 (2e), 4 (3e), 3 (4e), 2 (5e), 1 (6e) et tous les résultats comptent.
- Chaque Grand Prix a une distance prévue de 305 km (plus la fin du dernier tour), mais ne doit pas excéder 2 heures en temps. (Exception : GP de Monaco prévu pour 260 km environ). La distance est réduite d'un tour si la procédure de départ est interrompue par un pilote en difficulté (cas du GP d'Australie et du GP d'Europe).
- Plus de séance de préqualifications.
- Essais libres limités à 30 tours dans la journée : vendredi de 11h00 à 12h00 et de 13h00 à 14h00.
- Essais libres limités à 30 tours au total des deux séances de la matinée : samedi de 09h00 à 09h45 et de 10h15 à 11h00.
- Essais qualificatifs limités à 12 tours : samedi de 13h00 à 14h00.
- Une séance d'essai de roulage en configuration de course (warm-up) est organisée le dimanche matin, de 10h00 à 10h30.
- Un second warm-up d'un quart d'heure peut être organisé si les conditions météorologiques prévues pour la course changent drastiquement par rapport aux conditions rencontrées lors du premier warm-up.
- Tout pilote dont le temps de qualification dépasse de 7 % le temps de la pole position ne sera pas autorisé à prendre le départ (sauf sur décision des commissaires sportifs prise en raison de conditions exceptionnelles ayant empêché le concurrent de défendre ses chances).
- En cas de problème sur sa monoplace de course, un pilote a le droit d'utiliser un « mulet » lors des essais qualificatifs.
- La vitesse dans les stands est limité à 80 km/h lors des essais et 120 km/h en course (sauf au GP de Monaco, 80 km/h ).
- Deux qualités de gommes « sec » et trois qualités de « pluie » sont disponibles à chaque GP.
- Chaque pilote doit choisir avant le début des qualifications la qualité des pneus qu'il utilisera à la fois en qualification puis en course.
- Quota de pneus alloué par week-end : 32 pneus « sec » (au lieu de 40), 10 « pluie ».
- Limitation des essais privés à 50 jours hors week-end de course entre le premier et le dernier GP de la saison.
- 25 de ces 50 journées seront collectives et sur le même circuit, les 25 autres journées seront utilisées à discrétion sur un circuit au choix homologué par la FIA.
- Si un pilote écope d'un stop-and-go de 10 secondes dans les 5 derniers tours de course, il n'a plus à effectuer la peine qui sera convertie en une pénalité de 25 secondes venant s'ajouter à son temps de course total.

## Règlement technique (nouveautés en caractères gras)

### Moteur
- Moteur atmosphérique 4 temps de 12 cylindres maximum et de 3 000 cm³ de cylindrée.
- Moteur suralimenté interdit.
- Pistons de section circulaire obligatoires.
- 5 soupapes par cylindre au maximum.

### Transmission
- Boîte de vitesses de 4 à 7 rapports obligatoire.
- Marche arrière obligatoire.
- Système de changement semi-automatique autorisé.
- Transmission aux roues arrière exclusivement.
- Interdiction des systèmes de contrôle de traction.
- Interdiction des systèmes d'antipatinage.
- Interdiction des systèmes d'antiblocage des roues.

### Carburant et fluides
- Carburant élaboré à partir des composants de base du carburant du commerce.
- Réduction du taux de soufre et de benzène du carburant par rapport à 1998.
- Système obligatoire de trop-plein d'huile dans l'admission d'air (et non plus à l'air libre).
- Réservoir de carburant souple, increvable avec canalisations auto-obturantes.

### Structure de la monoplace
- Poids minimum de la monoplace, pilote compris : 600 kg.
- Hauteur et largeur minimales intérieures de la coque : 300 mm à la hauteur des roues avant.
- Crash-test plus sévère.
- Distance minimale entre le haut du casque du pilote et le haut de l'arceau porté à 70 mm (contre 50 mm).
- Baquet solidaire du pilote (le pilote peut être extrait de la voiture sanglé à son siège).
- Largeur hors-tout de la monoplace : 1,80 m.
- Largeur maximale au niveau de l'aileron avant : 140 cm.
- Largeur maximale au niveau des roues arrière : 100 cm.
- Hauteur de l'aileron arrière : 100 cm maximum.
- Longueur de la voiture en arrière de l'axe des roues arrière : 50 cm.
- Longueur de la voiture en avant de l'axe des roues avant : 120 cm.
- Pas de longueur maximale ou minimale imposée de la monoplace.

### Freins
- Double circuit de freinage obligatoire.
- Etriers de freins en aluminium à 6 pistons au maximum.
- Epaisseur des disques limitée à 28 mm, diamètre limité à 278 mm.

### Roues
- Largeur maximale de la roue complète : 380 mm à l'arrière et 255 mm à l'avant.
- Diamètre de la roue complète : 660 mm.
- Système de retenue des roues par câble pour éviter leur envol lors de carambolage.
- Rainurage obligatoire des pneus : 4 stries à l'avant comme à l'arrière (3 seulement à l'avant en 1998).
- Stries de 2,5 mm de profondeur, 14 mm de largeur en surface et 10 mm au fond de la gorge.